# Шинколобве

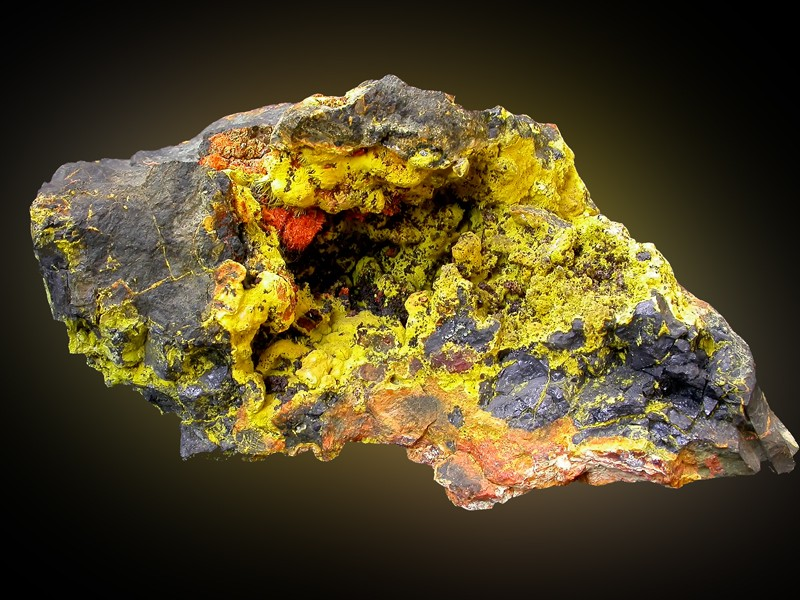
скупит — кюрит — уранинит, огромный старый образец. Очень тяжёлый из-за матрицы чистого уранинита (стальной серый). Шинколобве — типовое месторождение для скупита и кюрита. Выставлялся в Музее естественной истории Карнеги, но был снят с выставки из-за своей высокой радиоактивности. Размер: 14.0х10.0х7.2 см

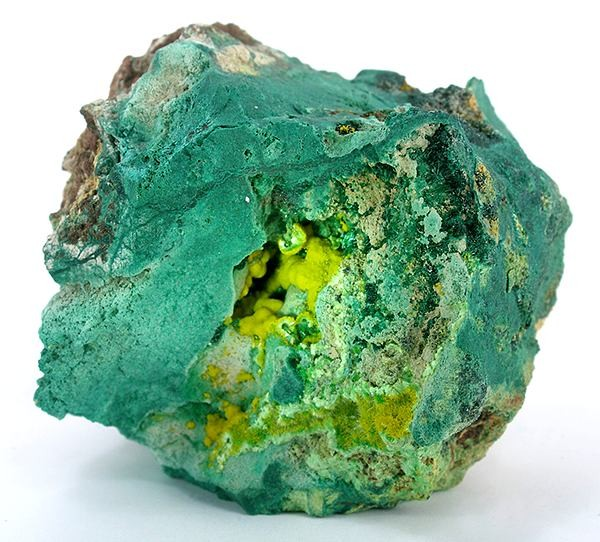
Уранофан в образце малахита с рудника Шинколобве

Шахта Шинколобве или Казоло — радиевый и урановый рудник в провинции Верхняя Катанга Демократической Республики Конго (ДРК), расположенный в 20 км к западу от Ликаси, 20 км к югу от Камбове и около 145 км к северо-западу от Лубумбаши.
В шахте велась добыча урановой руды для Манхэттенского проекта. Рудник был официально закрыт в 2004 году.

## История
Шинколобве — название исчезнувшей деревни. Это также сленговое название «С виду спокойного человека, но которого легко разозлить».
Месторождение полезных ископаемых было открыто в 1915 году английским геологом Робертом Ричем Шарпом (1881—1958). Шахта работала с 1921 года. Ураносодержащая руда первоначально экспортировалась в Олен (Бельгия) для извлечения радия и урана. При этом в Олен отправляли только самую богатую руду, а оставшуюся часть складировали открытым способом рядом с шахтой. В 1936 году добыча открытым способом на уровне 58 м и подземным способом на уровне 79 м была приостановлена, хотя разведочные работы начались на уровне 114 м, а водяные насосы были установлены на уровне 150 м.
В 1939 году заинтересованность в бельгийских запасах урановой руды выразили Англия и Франция. Нацисты оккупировали Бельгию в 1940 году, получив контроль над уже добытой рудой, но этот ресурс ими задействован не был:45:186–187.
Открытые работы возобновились в 1944 году, а подземные — в 1945 году. Это потребовало осушения шахты, так как уровень воды на начало работ составлял около 45 м. В 1955 году был достигнут уровень 255 м.

### Уран для Манхэттенского проекта
Соединенные Штаты использовали урановые ресурсы Шинколобве для снабжения Манхэттенского проекта по созданию атомной бомбы во время Второй мировой войны. Эдгар Сенжье, директор Union Minière du Haut Katanga, накопил 1200 тонн урановой руды на складе на Статен-Айленде в Нью-Йорке. Эта руда и дополнительные 3000 тонн руды, хранящейся на поверхности возле шахты, были приобретены полковником Кеном Николсом для использования в проекте. Николс писал:
«Наш лучший источник — рудник Шинколобве — представлял собой странное природное явление. Он содержал чрезвычайно богатую массу урановой смолки. Ничего подобного нигде и никогда больше не было найдено. Руда, уже находящаяся в Соединенных Штатах, содержала 65 % U3O8, в то время как тысяча тонн руды, хранящейся надземным способом в Конго содержала 65 % урановой смолки, а две тысячи тонн отвалов руды содержали 20 % U3O8. Чтобы проиллюстрировать уникальность запасов Сенгьера, после войны МЭР и AEC сочли руду, содержащую три десятых процента, хорошей находкой. Без предвидения Сенгьера по запасанию руды в Соединенных Штатах и транспортировке надземных запасов руды из Африки у нас просто не было бы того количества урана, которое было необходимо для обоснования строительства крупных сепарационных установок и плутониевых реакторов».
В 1940 году 1200 тонн складированной урановой руды было отправлено в США компанией Sengier African Metals Corp., коммерческим подразделением Union Miniere. Затем после подписанного в сентябре 1942 года соглашения с Николсом в США ежемесячно отправлялось в среднем 400 тонн оксида урана. Первоначально для отгрузки руды использовался порт Лобито, но позже для большей безопасности использовался Матади. В море были потеряны только две партии груза. Также были расширены аэродромы в Элизабетвилле и Леопольдвилле. Кроме того, с помощью Инженерного корпуса армии США, который занимался откачкой воды и переоснащением шахты, она была вновь открыта. Наконец, для борьбы с угрозой контрабанды в Германию было привлечено управление стратегических служб.:3,6–7,11:45–49
Интерес американцев к шахте Шинколобве с целью разработки ядерного оружия привел к осуществлению беспрецедентных мер безопасности. Местоположение Шинколобве было удалено с карт и журналистам было отказано в доступе к шахте и к официальной информации о ней.

### Послевоенный период
Так же, как нехватка урановой руды препятствовала попыткам Германии и Японии создать атомную бомбу, США планировало сохранить монополию и против СССР. По словам Уильямса: «Америка достигла глобальной гегемонии, которая полностью зависит от монополии на конголезский уран».
После Второй мировой войны меры безопасности на шахте были несколько смягчены, но в 1950-х годах большинство журналистов сумело собрать очень скупую информацию о работе шахты из неофициальных источников. В 1950 году рядом с рудником строился завод по переработке урана. В то время считалось, что в Шинколобве содержится примерно половина известных в мире запасов урана.
В 1947 году США получили 1440 тонн уранового концентрата из Бельгийского Конго, 2792 тонны в 1951 году и 1600 тонн в 1953 году. Неподалеку был построен перерабатывающий завод и для повышения безопасности был также создан гарнизон с поддерживающей военной базой НАТО в Камине. Жадовиль стал контрольно-пропускным пунктом для иностранцев. Однако ко времени независимости Конго, Union Miniere законсервировал шахту бетоном.

### Закрытие
Указом президента шахта была официально закрыта 28 января 2004 года. Однако восемь человек погибли и еще тринадцать человек получили ранения в июле 2004 года, когда рухнула часть старой шахты. Хотя промышленное производство прекратилось с установкой цементных крышек, закрывающих шахтные стволы, есть свидетельства того, что кустарная добыча все еще продолжается. Шахту посетила межучрежденческая миссия Организации Объединенных Наций, возглавляемая Управлением Организации Объединенных Наций по координации гуманитарных вопросов и Программой Организации Объединенных Наций по окружающей среде и организованная через них Объединенная группа по окружающей среде. ЮНЕП/УКГВ заключили:
«Шинколобве является типичным представителем подобных ситуаций в Африке и других странах развивающегося мира. Существует тесная связь между сельской бедностью, охраной окружающей среды и этим видом деятельности для получения средств к существованию. Возможности альтернативного дохода должны разрабатываться и интегрироваться параллельно с кустарной эксплуатацией, пока для этих сельских бедняков будут найдены новые варианты получения средств к существованию. Для решения этой проблемы и предотвращения дальнейших человеческих и экологических катастроф в контексте борьбы с нищетой необходим целостный, междисциплинарный подход».

### Обвинения «Уран для Ирана»
18 июля 2006 г. Комитет по санкциям ДРК (учрежденный резолюцией 1533 (2004) Комитета Совета Безопасности ООН) опубликовал отчет от 15 июня 2006 г., в котором говорится, что на шахте Шинколобве продолжается кустарная добыча различных полезных ископаемых:
«149. В ходе расследования предполагаемой контрабанды радиоактивных материалов группа экспертов выяснила, что такие инциденты происходят гораздо чаще, чем предполагалось. По данным конголезских экспертов по радиоактивным материалам, органы государственной безопасности за последние шесть лет конфисковали в Киншасе и его окрестностях более 50 контейнеров, содержащих уран или цезий. Последний значительный инцидент произошел в марте 2004 года, когда были захвачены два контейнера с более чем 100 килограммами урана-238 и урана-235.
150. В ответ на запрос группы экспертов о предоставлении информации правительство Объединенной Республики Танзании представило ограниченные данные о четырех партиях, которые были изъяты за последние 10 лет. К сожалению, правительство предпочло не предоставлять информацию о количестве изъятых партий или конкретном методе контрабанды. По крайней мере, в отношении последней партии от октября 2005 года правительство Танзании не оставило сомнений в том, что уран транспортировался из Лубумбаши автомобильным транспортом через Замбию в Объединенную Республику Танзанию. Интерпол с участием властей Демократической Республики Конго не смог выяснить точное происхождение контрабандных товаров..».
9 августа 2006 года газета «Санди таймс» опубликовала отчет со ссылкой на доклад ООН от 18 июля 2006 года, в котором утверждается, что Иран пытается импортировать «оружейный уран» из шахты Шинколобве. Он указывает на «танзанийских таможенников» как на единственный источник утверждения, что уран предназначался для переработки в Казахской ССР через иранский порт Бандар-Аббас. Дуглас Фара сравнил это с неверным утверждением о том, что Саддам Хусейн пытался купить урансодержащий желтый кек в Нигере, что явилось частью аргументов Джорджа Буша для вторжения в Ирак.

## Геология

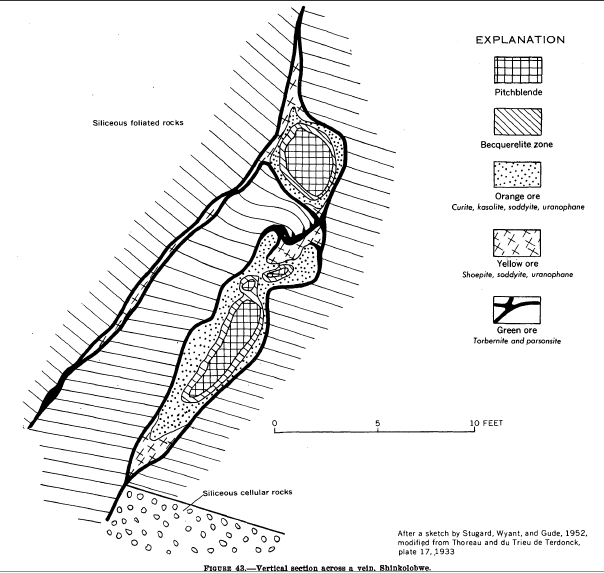
Геологическое сечение жилы Шинколобве, показывающее последовательные слои ураниловых минералов

Формации рудного месторождения Шинколобве образуют отрог рудной серии, вклинившийся в складчатый разлом. Урановые минералы и связанные с ними кобальт, серебро, никель, висмут и мышьяк встречаются в виде массивной сульфидной руды в прожилках вдоль трещин, сочленений и небольших разломов в синканлиуме Катанги. Минерализация уранинита произошла 630 млн лет назад, когда ураноносные растворы просачивались в доломитовые сланцы серии докембрийских шахт под Роше Argilotalqueuse (RAT) покровом глинисто-тальковых пород. Серия шахт представляет собой сланцево-доломитовую систему, предположительно входящую в систему Роана. Эта сланцево-доломитовая система структурно проявляется между двумя контактами системы Кунделунгу: Средним Кунделунгу и Нижним Кунделунгу, группы Катанга. Нижний и Верхний Кунделунгу образуют двойную синклиналь, северная часть которой перекрывает разлом Шинколобве. Помимо этих структурных сложностей, стратиграфическая колонна Катанга, сверху вниз, состоит из докембрийской системы Кунделунгу (верхняя, средняя и нижняя), систем Большого Конгомерата и Мвашьи, сланцево-доломитовой системы (система Роана — серия шахт) и группы Кибара.
Кристаллы уранинита размером от 1 до 4 см в основном кубической формы. Новые минералы, определенные здесь, включают янтинит, беккерелит, скупит, кюрит, фурмарьерит, масюйит, вандендрисшеит, рихетит, биллиетит, ванденбрандеит, казолит, соддиит, склодовскит, купросклодовскит, девиндтит, дюмонтит, ренардит, парсонсит, салеит, шарпит, студтит и дидерихит (резерфордин). Подобные месторождения уранинита встречаются в 36 км к западу от Свампо и 120 км к западу в Калонгве.
Поверхностные руды состоят из окисленных минералов от супергенных изменений над уровнем грунтовых вод и образования уранильных минералов. Ниже уровня грунтовых вод гипогенные руды включают уранинит (урановую смолку), Co-Ni сульфиды и селениды.

Минералы Шинколобве
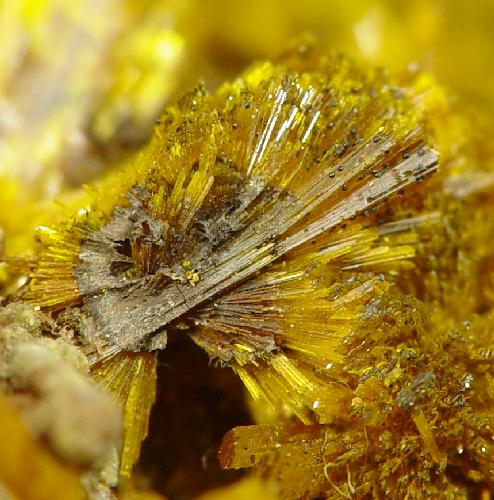
беккерелит
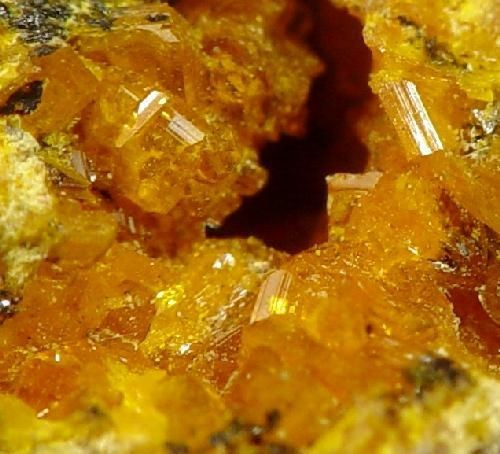
биллиетит
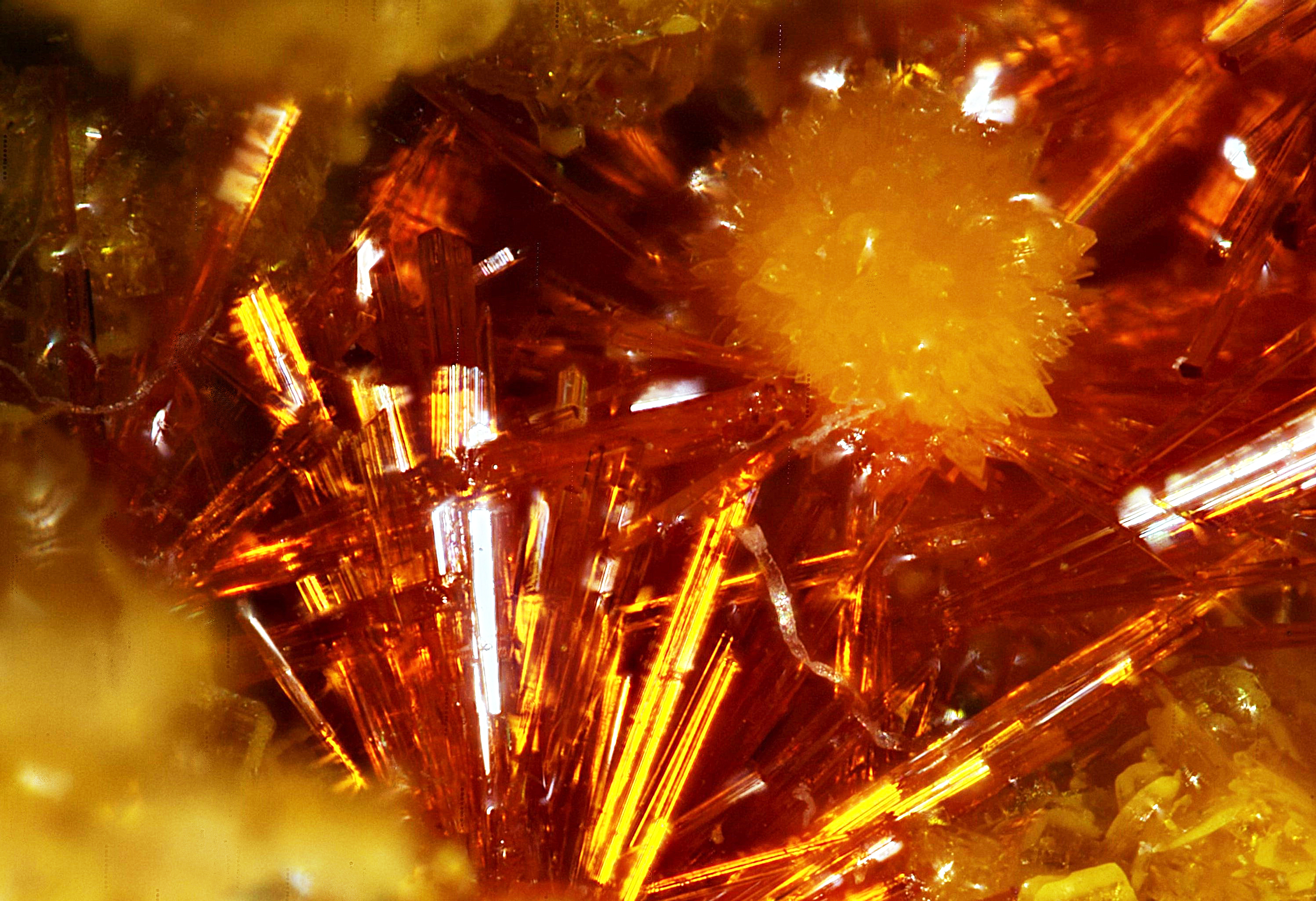
кюрит
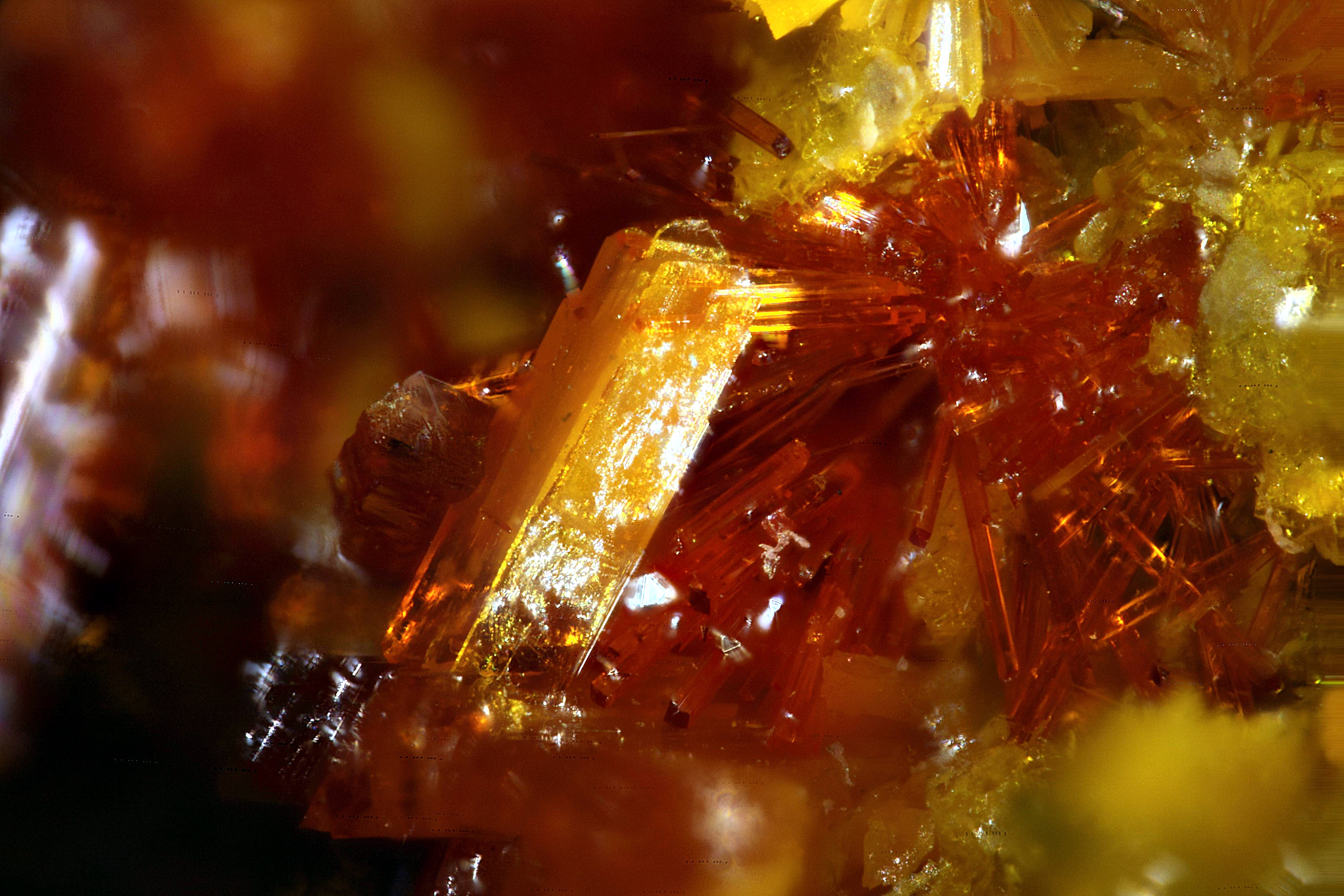
масюйит
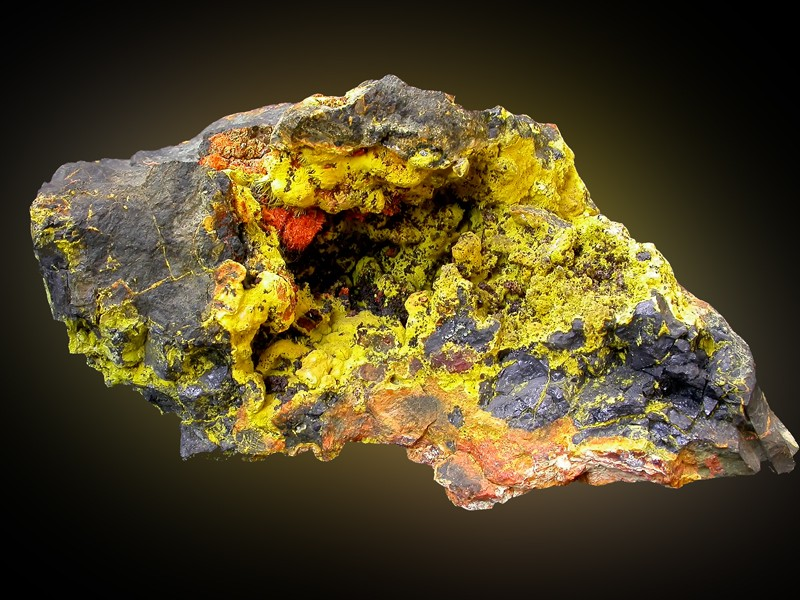
образец скупита-кюрита-уранинита
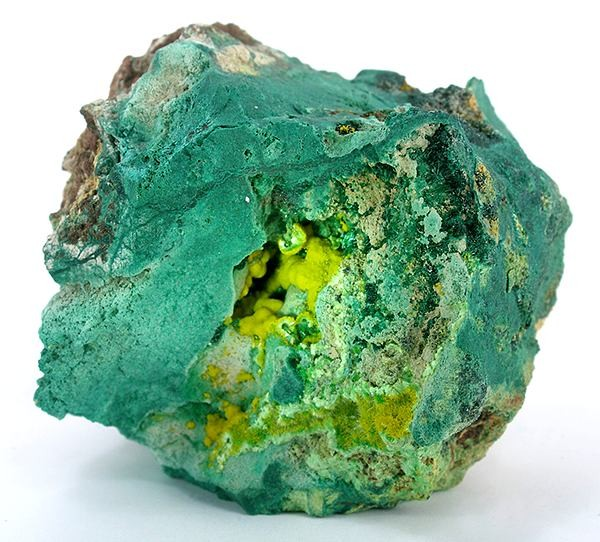
уранофан в образце малахита
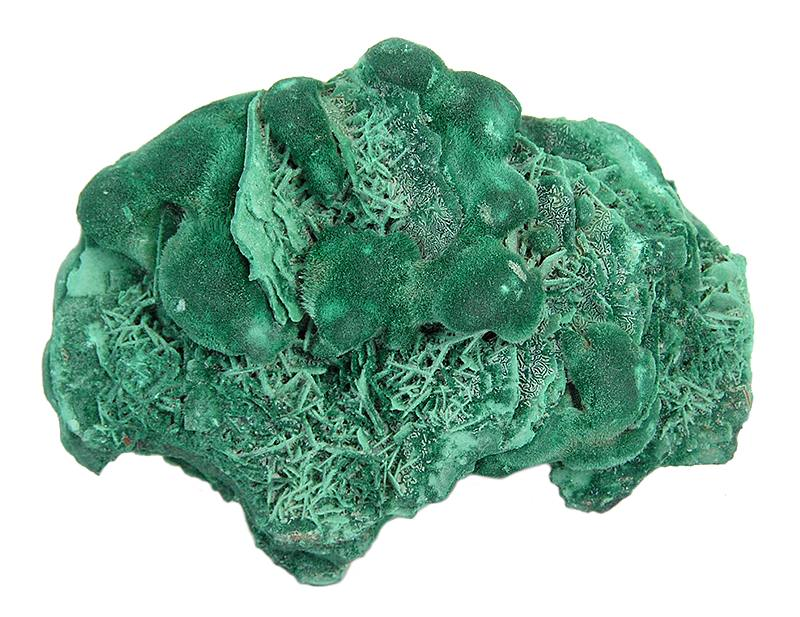
барит, малахит
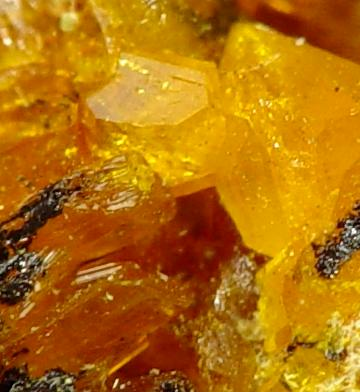
беккерелит, биллиетит
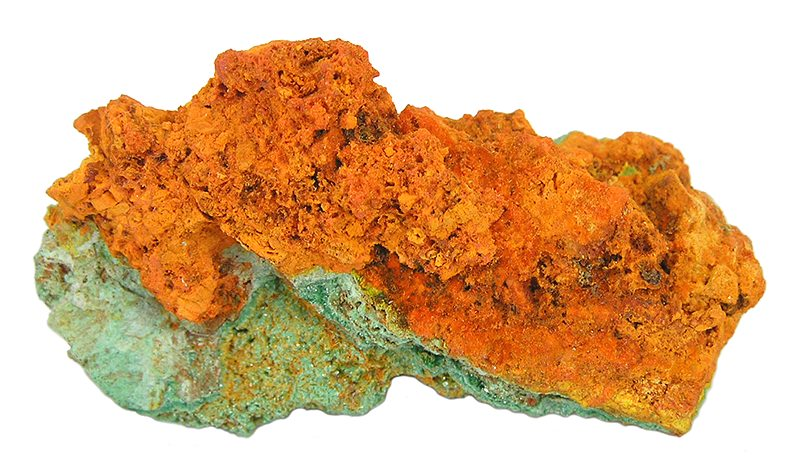
кюрит, девиндтит, парсонсит, торбернит
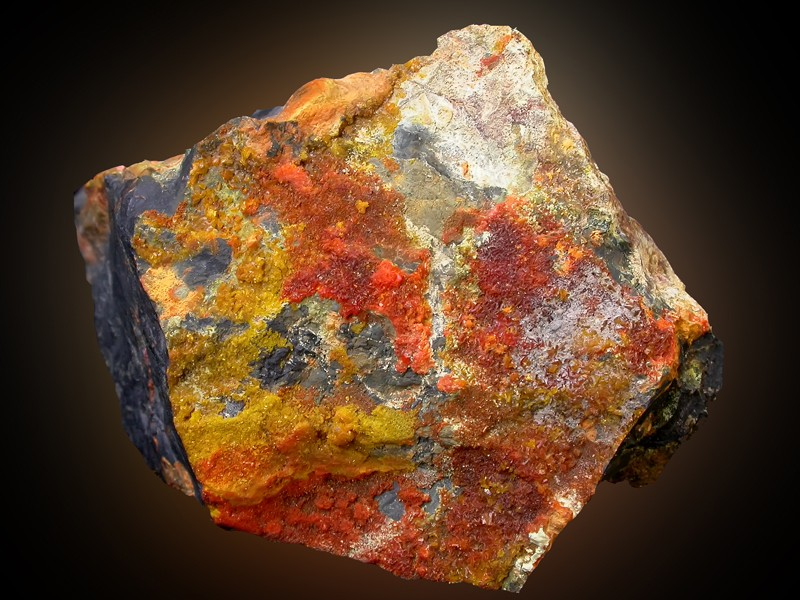
фурмарьерит, беккерелит, уранинит
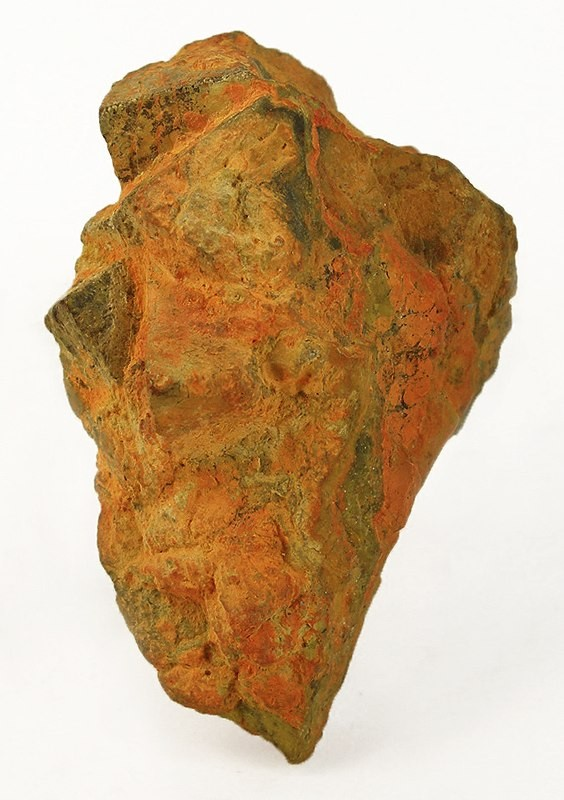
масюйит, уранинит
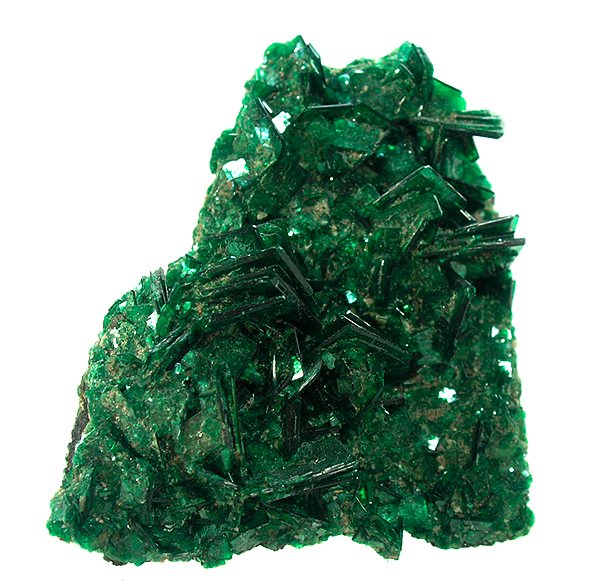
метаторбернит
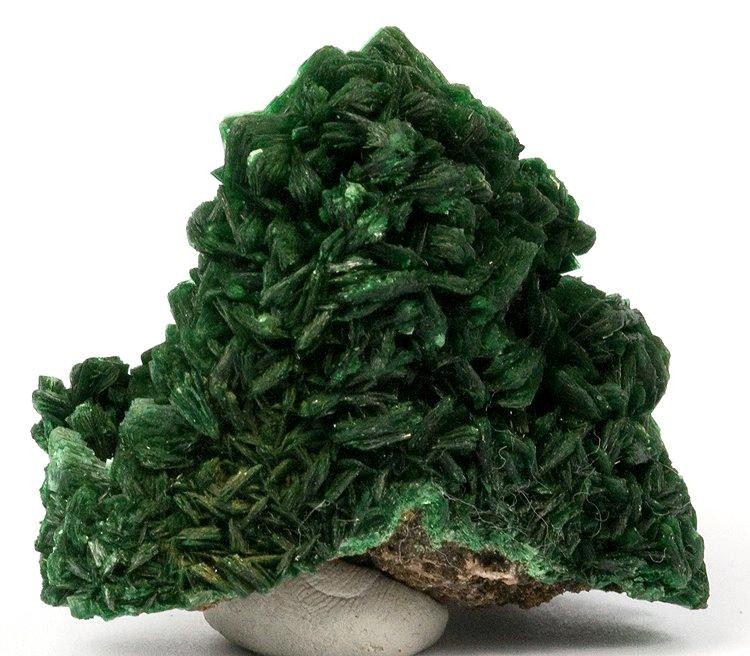
торбернит